# ارمیداس دو سادو
ارمیداس دو سادو نام شهری در کشور پرتغال می باشد.

Santiago do Cacém